# Socha svatého Jana Nepomuckého (Sušice - Moravská Třebová)
Socha svatého Jana Nepomuckého je ukryta v zahradě statku v místní části Moravská Třebová-Sušice. Je dokladem dlouhotrvající svatojánské úcty. Od roku 1958 je kulturní památkou ČR.

## Historie a popis
Čtyřboký podstavec s volutovými křídly je barokní, datovaný letopočtem 1748. Socha světce je mladší z poloviny 19. století. Podstavec je na přední stěně zdobený reliéfem, zobrazujícím svržení Jana Nepomuckého do Vltavy. Nad reliéfem jsou dvě hlavičky andělíčků. Socha světce je v kanovnickém rouchu s křížem v levé ruce a biretem v pravé. Hlavu má nakloněnou k levému rameni. Na straně zadní je latinsko-německý nápis a vročení 1748. Přední strana nese těžko čitelný nápis. Jedná se o kvalitní dílo regionálního autora.